# Dragonheads
| Recensione    | Giudizio |
| ------------- | -------- |
| AllMusic      | [ 1 ]    |
| Imperiumi.net | [ 2 ]    |
| Sputnikmusic  | [ 3 ]    |

Dragonheads è un EP della band finlandese Ensiferum, registrato nel 2006. Questo è il loro primo lavoro dopo l'abbandono dal gruppo da parte di Jari Mäenpää, che lo lasciò per formare gli Wintersun.

## Tracce
1. Dragonheads – 5:30
2. Warrior's quest – 4:53
3. Kalevala-Melody – 2:54
4. White storm – 4:59
5. Into Hiding (cover Amorphis) – 3:49
6. Finnish Medley – 5:09

## Classifiche
| Classifica (2006) | Posizione massima |
| ----------------- | ----------------- |
| Finlandia         | 3                 |